# Universidad Pública de El Alto
La Universidad Pública de El Alto también conocida por su acrónimo UPEA es una universidad pública de Bolivia, con sede en la ciudad de El Alto en el departamento de La Paz. La institución pública cuenta con 8 áreas y 37 carreras en las áreas de medicina, ingeniería, socio-político-económica y tecnología. Dentro de su funcionamiento se enmarca en el estatuto orgánico aprobado en 2007.
Hasta el año 2017, la UPEA registró una cifra de 47.861 estudiantes matriculados y 8578 titulados.

## Historia

### Antecedentes
En 1989 instituciones sociales de El Alto firmaron convenios con la Universidad Mayor de San Andrés (UMSA) de la ciudad de La Paz, para crear una facultad con carreras  o ramas técnicas.
La población de El Alto deseabá que la universidad contase con carreras de formación profesional, no solo a nivel técnico. Para esto, los habitantes de esta ciudad iniciaron una serie de movilizaciones para conseguir una universidad que tenga una mayor oferta académica.[cita requerida]
Los pobladores y juntas sociales de El Alto no consideraban pertinente tener una universidad que respondiera al gobierno y administración de otra ciudad.[cita requerida]
Además las organizaciones sociales solicitaban carreras como medicina y la Universidad Mayor de San Andrés (UMSA) solo proponía carreras técnicas, a lo cual respondieron con manifestaciones solicitando una universidad pública y autónoma.[cita requerida]

### Creación
El 5 de septiembre de 2000 tras movilizaciones sociales se promulgó la ley 2115 que determinó la creación de la Universidad Pública de El Alto, la misma determina que la UPEA tendría autonomía en 5 años, tiempo durante el cual estaría a cargo de un consejo formado por el Ministerio de Educación de Bolivia y otros organismos gubernamentales.
De acuerdo a la ley de su creación, el ente de mayor decisión en la universidad sería el Consejo de Desarrollo Institucional (CDI), mismo en el que estaban insertos miembros de organizaciones sociales de la ciudad de El Alto que tenían poca relación con el que hacer académico.
La UPEA inició un proceso de institucionalización, se reinstauró el Honorable Concejo Universitario (HCU).

### Autonomía
En 13 de noviembre de 2003 durante el gobierno de Carlos Mesa se realiza una modificación a la ley 2115 que garantiza la autonomía universitaria de la UPEA.

### Acontecimientos
En la mañana del día 2 de marzo de 2021 se suscitó una tragedia en las instalaciones del Área Ciencias Económicas y Financieras. Luego de que estudiantes universitarios fueran convocados a una asamblea extraordinaria estudiantil que se desarrolló en el patio central de la Universidad, una vez terminada la asamblea, universitarios inconformes arrastraron a los participantes, se aglomeraron en el quinto piso del edificio del Área de Economía, donde la turba pedía la renuncia de varios representantes interinos de la dicha Área y las Carreras que la conforman. La fuerza que ejercieron sobre la baranda debido a la aglomeración provocó que la misma se desplomara, y en consecuencia, doce estudiantes cayeron desde el quinto piso, dejando así un recuento de víctimas de ocho fallecidos y cuatro heridos.

## Autoridades
La Universidad Pública de El Alto al igual que todas las Universidades del Sistema de Universidades Públicas en Bolivia se rige bajo el cogobierno docente y estudiantil.
Las máximas autoridades son el Rector y el vicerrector, el Decano por cada Área y el director por cada Carrera. El cogobierno docente-estudiantil se divide en sus respectivas representaciones. La representación del estamento docente está constituida por: La Federación Sindical Universitaria de Docentes (FESUD), las Asociaciones de Docentes de cada Área y las Asociaciones de Docentes de cada Carrera. La representación del estamento estudiantil está constituida por: La Federación Universitaria Local (FUL), los Centros de Estudiantes de cada Área y los Centros de Estudiantes de cada Carrera.

## Presupuesto
En 2018 se realizaron una serie de movilizaciones estudiantiles con el fin de lograr un incremento del presupuesto asignado por el Estado a la Universidad. Estas movilizaciones generaron diferentes conflictos entre estudiantes y fuerzas de orden público que se agravaron tras la muerte del estudiante Jonathan Quispe Vila, el 19 de junio el Senado aprobó un incremento de Bs 70 000 000 al presupuesto que hasta entonces alcanzaba a Bs 68 000 000 .

## Sedes
La UPEA cuenta con sedes en diferentes municipios del Departamento de La Paz como:

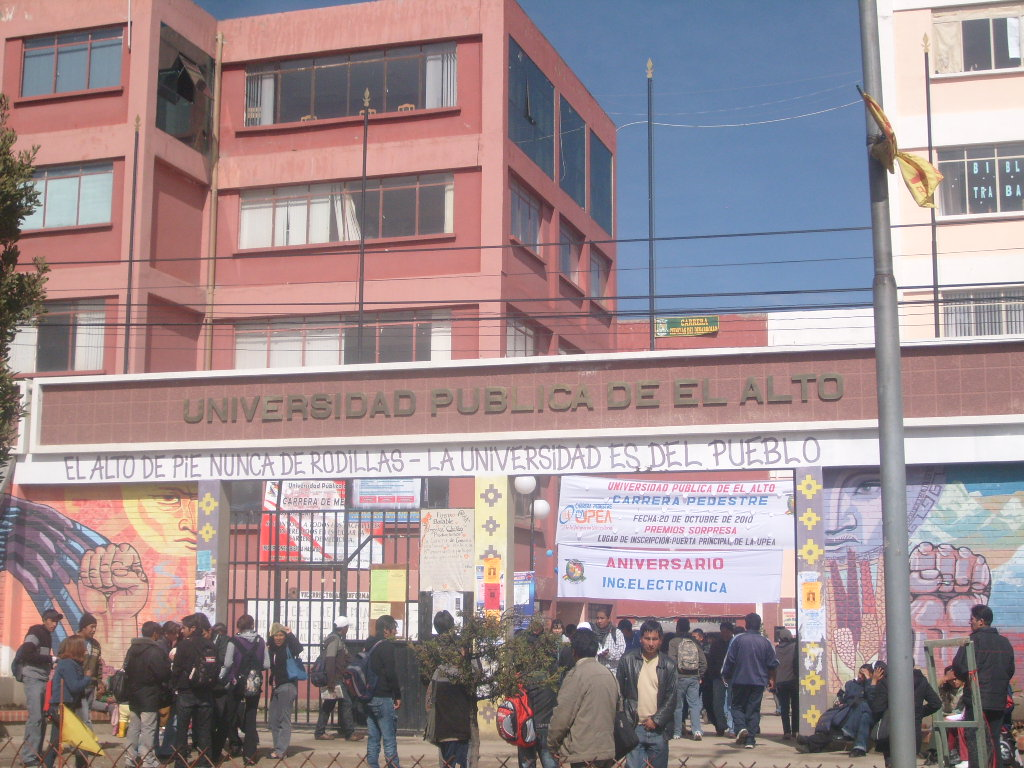
Entrada principal de la Universidad Pública de El Alto.

- Achacachi
- Caranavi
- Viacha
- Ancoraimes

- Coroico - Cruz Loma
- Mapiri - Chalopampa
- Palos Blancos
- San Antonio
- Batallas[13]
- Sorata [14]

## Áreas y Carreras
La Universidad Pública de El Alto para su administración y avance académico se conforma en áreas que son administradas por el Decano, asimismo las áreas están conformadas por carreras que son administradas por un Director.

### 1. Área ciencias de la salud
Son carreras de avance académico y administrativo anual. Está conformada por las siguientes carreras:
- Medicina
- Odontología
- Enfermería
- Nutrición y Dietética
- Tecnología en Mecánica Dental

### 2. Área ingeniería desarrollo tecnológico y productivo
Está conformada por las siguientes carreras:
- Ingeniería electrónica (Carrera Semestral)
- Ingeniería eléctrica (Carrera Semestral)
- Ingeniería en Producción Empresarial (Carrera Semestral)
- Ingeniería autotrónica (Carrera Semestral)
- Ingeniería textil (Carrera Semestral)
- Ingeniería ambiental (Carrera Semestral)

### 3. Área de ciencias económicas
Está conformada por las siguientes carreras: 
- Economía (Carrera Anual)
- Contaduría Pública (Carrera Anual)
- Administración de Empresas (Carrera Anual)
- Gestión Turística y Hotelera (Carrera Anual)
- Comercio Internacional (Carrera Semestral)

### 4. Área de ciencias agrícolas
Está conformada por las siguientes carreras: 
- Medicina veterinaria y Zootecnia (Carrera Semestral)
- Ingeniería en Zootecnia e Industria Pecuaria (Carrera Semestral)
- Ingeniería Agronómica (Carrera Semestral)

### 5. Área de ciencia sociales
Está conformada por las siguientes carreras: 
- Sociología (Carrera anual)
- Trabajo Social (Carrera Anual)
- Ciencias de la Comunicación Social (Carrera Anual)
- Psicología (Carrera Semestral)
- Ciencias del Desarrollo (Carrera Semestral)
- Historia (Carrera Semestral)
- Lingüística e Idiomas (Carrera Semestral)

### 6. Área de ciencia de la educación
Está conformada por las siguientes carreras: 
- Ciencias de la Educación (Carrera Semestral)
- Educación Parvularia (Carrera Semestral)
- Psicomotricidad y Deportes (Carrera Semestral)

### 7. Área de ciencias y artes del hábitat
Está conformada por las siguientes carreras: 
- Arquitectura (Carrera Semestral)
- Artes Plásticas (Carrera Semestral)

### 8. Área de ciencia y tecnología
Está conformada por las siguientes carreras: 
- Ingeniería de Gas y Petroquímica (Carrera Semestral)
- Ingeniería Civil (Carrera Semestral)

### 9. Carrera sin área
Son carreras que al no pertenecer a alguna área de la universidad están bajo la administración del Vicerrector que actúa como un Decano de facto. Está conformada por las siguientes carreras: 
- Derecho (Carrera Anual)
- Ciencias Políticas (Carrera Anual)
- Ingeniería de Sistemas (Carrera Semestral)
- Ciencias Físicas y Energías Alternativas (Carrera Semestral)

Se busca la ampliación de la oferta académica, se ha planteado por ejemplo la creación de la carrera de Cine a través de convenios con instituciones especializadas.
Según el Ranking Web de Universidades, Webometrics 2021, ocupa el puesto 30 de las mejores universidades de Bolivia.